# サンコー (神奈川県)
株式会社サンコーは、神奈川県川崎市に本社を置き、神奈川県・東京都・埼玉県でスーパーマーケットチェーンを展開していた日本の企業である。1961年（昭和36年）11月10日設立。
1970年（昭和45年）2月27日にダイエーと提携、1981年（昭和56年）7月31日に株式会社マルエツに吸収合併され消滅した。

## 歴史

### 設立から中堅チェーンへ
サンコーは、岡田屋（川崎市地場資本の呉服店、現在の横浜岡田屋）のスーパーマーケット事業会社として、1961年（昭和36年）11月に資本金100万円で設立された。
同月に1号店として「小田店」を開設したのを皮切りに、武蔵小杉や鹿島田、登戸、武蔵新城、溝の口などの南武線沿いや大師や川崎駅前、元住吉など地盤である川崎市内に加えて、隣接する横浜市内の綱島や星川等へ出店を進め、1966年（昭和41年）8月期には岡田屋グループ全売上の55%を占める最大事業へと成長した。
1964年（昭和39年）に本部を小田店から独立させ、商品部を設置して本部集中仕入れを開始した。
1966年（昭和41年）9月23日に溝ノ口店の新館を開店し、従来の主力の食品と日用雑貨に加えて衣料品の強化を図った。
1967年（昭和42年）までに川崎での商勢圏での店舗網を築き上げ、1968年（昭和43年）には横浜での本格的なチェーン展開に乗り出した。
同年5月時点で神奈川県内で最多の15店舗を展開し、中堅スーパーへ成長した1970年（昭和45年）には売上高約150億円の中堅スーパーへ成長した。
1969年（昭和44年）11月に共同仕入れ機構「ナルサ」を、イトーヨーカ堂や扇屋のほか、伊勢甚・忠実屋・藤五・カネ長武田と共に設立し、参加企業の合計で売上高1000億円超の流通グループを形成することになった。「ナルサ」には1970年（昭和45年）1月、当時のスーパーでは名門とされる尾張屋（後にニチイと合併）も加盟した。
この「ナルサ」では、売上高約300億円のサンコーは約320億円のイトーヨーカ堂と共に中核となり、岡田屋グループの岡田吉朗が代表取締役・会長に就任した。
このように、新興スーパーを代表する存在として、神奈川県を地盤とし26店舗を展開するスーパーマーケットチェーンとなった。同じ川崎市に本拠を置き、本業の百貨店で岡田屋と競合していた老舗の小美屋が「小美屋第一商事」を設立してスーパーマーケット「コミーマート」を開業した際は、サンコーを超えることが目標とされた。

### ダイエー傘下での再建
サンコーは経営難に陥ったため、1970年（昭和45年）2月27日にダイエーと提携して再建を図ることになり、役員の相互派遣や当社独自のショッピングセンターの開設などを含む提携を行うことになった。
ダイエーは、創業者の中内㓛が「血を流して一体化すべきである」などと発言して提携には批判的で、サンコー以前には業務提携は行っていなかったが、サンコーとの提携を皮切りに同年4月18日に高知市の大橋通にフランチャイズ1号店を開店し、同年7月24日には「さとう」や「宝屋」「福屋」「丸作」とフランチャイズ契約や業務提携を行うと発表するなど、提携戦略を展開するようになった。
ダイエーとの提携発表の翌日の1970年（昭和45年）2月28日、「ナルサ」に脱退届を正式に受理され、脱退した。
その後、ナルサはイトーヨーカ堂を中心として運営されるようになったが、1976年（昭和51年）8月21日に扇屋がジャスコと合併し、1978年（昭和53年）7月に忠実屋が脱退するなど衰退に向かい、イトーヨーカ堂に吸収合併されて消滅することになった。
また、提携当初はサンコー独自のショッピングセンターの開設継続が含まれていたことから、提携直後の1970年（昭和45年）には、3月21日に川崎市の向ヶ丘遊園駅前に専門店約60店が入居する向ヶ丘ショッピングワールドを開業し、同月26日に横浜市長津田に専門店約40店が入居する長津田ショッピングワールドを開業、11月20日に横浜市上大岡に上大岡ショッピングワールドを開業、同月28日に横浜市井土ヶ谷に井土ヶ谷ショッピングワールドを開業するなど、大型店を相次いで出店した。
ところが、西友等の他の大手スーパーも買収の動きもあったことから、ダイエーが約35億円でサンコーを買収し、1970年（昭和45年）7月1日にサンコーの仕入れ部門を廃止してダイエーと共同仕入会社の「エマック」を設立すると共に、同月23日に東京都品川区西五反田の東京卸売センターへ本部を移転した。
そして、1971年（昭和46年）4月にダイエーとの共同店舗の第1号店として「鶴見ショッパーズプラザ」を開業し、サンコー鶴見西口店を出店した。
また、大型店の業績が低迷していたことから、ショッピングセンターの管理・運営はダイエー・ショッビングセンター運営部が継承することになり、1971年（昭和46年）に向ヶ丘店と上大岡店、横浜西口店はダイエーに営業権を譲渡することになった。
その結果、サンコーの店舗数は25店舗へ減少し、業務体制の確立のために約7年間にわたって出店を凍結した。そして、総合スーパーのダイエーと異なるチェーンストアとして差別化を図り、食料品約60%で衣料品と家庭用品が各々約20%という構成比の食品スーパーとして、独立したチェーンとして展開した。

### 出店再開から上場へ
1977年（昭和52年）9月に桜台店を開店して出店を再開し、1978年（昭和53年）9月に開店した南浦和店を皮切りに埼玉県へ進出し、以降は神奈川・東京・埼玉・千葉の首都圏1都3県でのチェーン展開を目指すことになった。
こうした経営改善により1979年（昭和54年）2月期には売上高約657億円で約5.99億円の純利益を上げるようになり、同年12月3日に東京証券取引所第2部上場した。

### マルエツに吸収合併
しかし、首都圏における有力食品スーパーで、大手スーパーの首都圏攻略のカギを握るとされていたマルエツが、株式会社西友ストアー（現・西友）と全面提携すると報道されると、サンコー創業家の高橋家の中での意見の相違があったことを利用してダイエー側が逆転。
その結果、1981年（昭和56年）2月4日にはダイエーグループのサンコーがマルエツに吸収合併される契約に調印し、同年7月31日にマルエツに吸収合併され、サンコーはその歴史に終止符を打つことになった。

## 年表
- 1961年（昭和36年）
  - 11月10日[5] - 岡田屋（川崎市地場資本の呉服店・現在の横浜岡田屋）のスーパーマーケットとして[5][11]、「株式会社サンコー」設立[6]。資本金100万円[6]。サンコーの1号店として「小田店」を開設[6]。
- 1966年（昭和41年）
  - 8月 - 岡田屋グループ全売上の55%を占める最大事業となる[11]。
- 1969年（昭和44年）
  - 11月 - イトーヨーカ堂や扇屋などと共にナルサを設立[22]。
- 1970年（昭和45年）
  - 2月27日 - ダイエーと提携[27]。
  - 2月28日 - 「ナルサ」に脱退届を正式に受理される[4]。
  - 7月1日 - ダイエーと共同仕入会社の「エマック」を設立[15]。
  - 7月23日 - 東京都品川区西五反田の東京卸売センターへ本部を移転[4]。
- 1971年（昭和46年）
  - 9月10日 - 旧向ヶ丘店がダイエー向ケ丘ショッパーズプラザとして開店[7]。
  - 11月20日 - 旧上大岡店がダイエー上大岡ショッパーズプラザとして開店した[4]。
  - 12月 - 横浜西口店のダイエーへの営業権を譲渡を決定[23]。
- 1972年（昭和47年）
  - 4月5日 - 旧横浜西口店がダイエー横浜ショッパーズプラザとして開店[34]。
- 1976年（昭和51年）
  - 10月 - 株式の額面変更の目的で同名の（2代目）サンコー（旧・片町商事）を存続会社として合併[6]。
- 1977年（昭和52年）
  - 9月 - 桜台店を開店し[31]、出店を再開[10]。
- 1978年（昭和53年）
  - 9月[31] - 南浦和店を開店し[31]、埼玉県へ進出[10]
- 1979年（昭和54年）
  - 12月3日 - 東京証券取引所第2部に上場[2]。
- 1981年（昭和56年）
  - 2月4日 - 株式会社マルエツに吸収合併される契約に調印[33]。
  - 7月31日 - マルエツに吸収合併され、マルエツがダイエーグループに入る[13]。合併時点で、1都3県をカバーする首都圏最大の145店舗を展開[12]。本社を東京都新宿区に移転[12]。

## 過去に存在した店舗

### 神奈川県

#### 川崎市

##### 川崎区
- 小田店（浅田2-1-13[3]、1961年（昭和36年）11月27日開店[35][36]）
店舗面積約1,444m2[37]。
小田銀座商店街の外れにあった映画館を買収して改装し[38]、当社の1号店として開店した[36]。

- 川崎駅前店（駅前本町5-5[37]（旧・古川通8[39]）、1962年（昭和37年）10月19日開店[35]）
店舗面積446m2[40]。
当社の2号店として岡田屋の検品所を改装して出店した小型店だった[41]。

- 京町店（渡田山王町19[37][42]、1968年（昭和43年）6月20日開店[42] - 2012年（平成24年）3月1日閉店[43]）
店舗面積約660m2[42][37]。
建て替えて2012年（平成24年）7月24日に（2代目）京町店（店舗面積約647m2）が開店した[44]。

- 大師店（昭和1-51-1[42]、1968年（昭和43年）6月27日開店[42][45]）
店舗面積約859m2[42] → 約1,071m2[45]。

- 藤崎店（藤崎町2-161[42][40]、1964年（昭和39年）7月1日開店[46] - 1976年（昭和51年）5月30日閉店[6]）
店舗面積496m2[42]。
映画館を改装して出店した[16]。

##### 中原区
- 第一小杉店（小杉3丁目414[47]・小杉3丁目市街地住宅内[48]、1966年（昭和41年）3月24日開店[42] - 2008年（平成20年）までに閉店[49]）
店舗面積約1,320m2[42]。
2013年（平成25年）4月2日にマルエツ武蔵小杉駅前店（川崎市中原区小杉町3-1301）が開店した[50]。

- 第二小杉店（小杉3丁目489-1[51]、1970年（昭和45年）4月3日開店[52]）
店舗面積約2,663m2[51]。

- 平間店（田尻町28[45][18][53]、1967年（昭和42年）4月25日開店[18] - 2013年（平成25年）閉店[54]）
店舗面積約983m2[45]。
建て替えて2014年（平成26年）3月13日に（2代目）マルエツ平間店（店舗面積約823m2）が開店した[54]。

- 元住吉店（木月3-533[30][55]、1964年（昭和39年）9月27日開店[56] - 2010年（平成22年）1月6日閉店[57]）
店舗面積約1,056m2[55] → 約2,644m2[30]。
元住吉西口商店街が当店の開店反対運動を展開し、開業前日には台風で店舗の屋根が吹き飛ぶなど開業前にいくつかの問題に直面した[17]。

- 第二元住吉店（木月3-515[55]、1969年（昭和44年）4月25日開店[55]）
店舗面積約1,400m2[55]。

- 第一新城店[4]（新城200[45][42]、1963年（昭和38年）10月12日開店[45][42] - ?閉店）
店舗面積約891m2[45][42]。

- 第二新城店[4]（新城214[42]、1967年（昭和42年）9月28日開店[42] - 2019年一時閉店）
店舗面積約1,056m2[42]。

##### 高津区
- 溝ノ口店（溝ノ口432[45]、1965年（昭和40年）3月27日開店[45][18]）
本館・店舗面積約2,413m2[45][51]。
当社の新興住宅地での1号店として[58]、当社で初めてリースを活用して出店した店舗だった[59]。
新館は1966年（昭和41年）9月23日開店[18]。
新館・店舗面積約2,822m2[51]。

- 子母口店（子母口新田町461[3]、1970年（昭和45年）11月14日開店[60]）
店舗面積約1,011m2[3]。

##### 宮前区
- 馬絹店 (馬絹526-7[61]、1982年（昭和57年）2月11日開店[62]）
店舗面積約4,426m2[62]
売り場が3フロアで、食品の他、日用品なども取り扱う店舗だった[62]

##### 幸区
- 鹿島田店（鹿島田1153[35]、1963年（昭和38年）4月27日開店[35]）
店舗面積約43m2[35]。
当社の3号店として岡田屋の従業員宿舎を改装して出店した小型店だった[41]。

##### 多摩区・麻生区
- 登戸店（登戸2596[18]、1966年（昭和41年）9月30日開店[18][45]）
店舗面積約2,442m2[18]。

- 向ヶ丘店[4]（旧・登戸2798[63]）、1970年（昭和45年）3月21日開店[4]）
敷地面積約11,236m2[63]、鉄筋コンクリート造地下1階地上3階建て塔屋3階[64]、延べ床面積約17,467m2[64]、店舗面積約12,580m2[63]（当社直営店舗面積約2,904m2[63]）、駐車台数約300台[63]。
向ケ丘ショッピングワールドとして開店した[63]。
1970年（昭和45年）4月に「予防歯科診療所・ライオンファミリーコーナー」が開設され[65]、1971年（昭和46年）10月に閉鎖された[66]。
ダイエーに営業権を譲渡し[9]、1971年（昭和46年）9月10日にダイエー向ケ丘ショッパーズプラザとして開店した[7]。

- 読売ランド店[4]（多摩区高石1450[6]（現・麻生区高石町3-1449-1[67]）、1970年（昭和45年）4月25日開店[52] - ?閉店）
土地面積2,904.48m2[67]、延べ床面積約3,541.57m2[67]、店舗面積2,322m2[6]。
1997年（平成9年）2月28日付けで土地・建物をリクルートコスモスに譲渡[67]。

#### 横浜市
- 横浜西口店（西区南幸2-16-1[68]、1968年（昭和43年）11月15日開店[69][68][70]）
店舗面積約5,455m2[68]。
2フロアのショッピングセンター形式の店舗として出店した[21]。
1971年（昭和46年）12月にダイエーに営業権を譲渡することになり[23]、1972年（昭和47年）4月5日にダイエー横浜ショッパーズプラザとして開店した[34]。
2019年2月にダイエー横浜西口店が閉店し、閉店後は権田金属工業と都市再生機構 (UR) の共同事業により、住居部分も含めて9階建て商業棟と8階建て賃貸住宅が建てられ、商業施設部分にダイエーと同じイオングループのイオンモール株式会社が運営する「CeeU Yokohama（スィーユー ヨコハマ）」が開業[広報 1][広報 2]。ダイエーは同施設の核店舗「イオンフードスタイル横浜西口店」として、2023年（令和5年）10月27日に先行オープンの形で再出店した[広報 1]。

- 星川店[11]（保土ケ谷区星川町1-6-5[30]、1968年（昭和43年）4月26日開店[18][71] - 2008年（平成20年）6月閉店）
敷地面積1,484.8m2[67]、店舗面積908m2[31]。
星川町商店街は117店があったが、当店進出後に17店が廃業した[11]。
1997年（平成9年）2月28日付けで土地・建物をリクルートコスモスに譲渡[67]。

- 西谷店（保土ケ谷区西谷898-1[3]、1969年（昭和44年）4月19日開店[69][72]）
店舗面積約2,412m2[3]。

- 中山店（緑区中山町126[73][72][74]、1969年（昭和44年）7月3日開店[72] - ?閉店）
延べ床面積約10,679m2[74]、店舗面積約9,417m2[74]（直営店舗面積約4,305m2[73]）。
2012年（平成24年）6月27日に[75]「ビッグボーイ」敷地内に[76]「マルエツ中山店」が開店した[75]。

- 長津田店（緑区長津田4-10-25[74]（旧・長津田町1976[77]）、1970年（昭和45年）3月26日開店[77] - 2013年（平成25年）3月17日閉店)
敷地面積約11,900m2[77]、鉄筋コンクリート造地下1階地上3階建て[77]、延べ床面積約14,145m2[77]、店舗面積約8,246m2[77]（当社直営店舗面積約2,380m2[77]）、駐車台数約200台[77]。
長津田ショッピングワールドとして開店した[4]。
店舗跡は住友不動産が取得して2013年（平成25年）9月に解体工事を開始した[78]。
長津田駅北口の再開発ビルに[79]2013年（平成25年）3月27日に「マルエツ長津田駅前店」が開店した[80]。

- 桜台店（緑区桜台31[3][74]、1977年（昭和52年）9月30日開店[74] - ?閉店）
延べ床面積約1,961m2[74]、店舗面積約1,204m2[3]。

- 綱島店[11] → D・サンコー綱島店[81]（港北区綱島西1-4-28[3]、1976年（昭和42年）6月29日開店[82] - ?閉店）
店舗面積3,922m2[3]。
綱島駅西口の商店街に出店していた[48]。

- 三ツ境店[30] → D・サンコー三ツ境店[31]（瀬谷区二ツ橋町283-1[3]、1968年（昭和43年）12月6日開店[72] - ?閉店）
店舗面積2,805m2[72]。

- 井土ケ谷店（南区井土ケ谷下町21[3]、1970年（昭和45年）11月28日開店[83]）
店舗面積約4.287m2[3]。
井土ケ谷ショッピングワールドとして開店した[83]。

- 六ッ川店（南区六ッ川1-693[84]、1979年（昭和54年）10月開店[81]）
店舗面積901m2[81]。

- 上大岡店[4]（港南区上大岡386[85]、1970年（昭和45年）11月20日開店[4]）
敷地面積約3,093m2[85]、鉄筋コンクリート造地下2階地上5階建て[85]、延べ床面積約13,708m2[85]、店舗面積約9,995m2[85]（当社直営店舗面積約7,119m2[85]）、駐車台数約30台[85]。
上大岡ショッピングワールドとして開店した[4]。
ダイエーに営業権を譲渡し[9]、1970年（昭和45年）11月20日にダイエー上大岡ショッパーズプラザとして開店した[4]。

- 最戸店（港南区最戸1-16-15[8]、1978年（昭和53年）6月16日開店[86]）
店舗面積1,552m2[8]。

- 東神奈川店[3] → D・サンコー東神奈川店[81]（神奈川区西神奈川1-6[3]、1970年（昭和45年）6月7日開店[87]）
店舗面積約1,657m2[3]。
競争激化に伴う業績不振の為、「D・サンコー東神奈川店」としてディスカウントストアへ業態転換した[88]。

- 鶴見ショッパーズプラザ（鶴見区鶴見町729[51]、1971年（昭和46年）4月13日[89][90]）
店舗面積約1,884m2[51]

- 鶴見西口店[29]（鶴見区鶴見町260[91]、1968年（昭和43年）6月開店[92]）
店舗面積2,540m2[18]。
ダイエーとの共同店舗の第1号店として「鶴見ショッパーズプラザ」を開業し[14]、その2階と3階に衣料品テナントとして出店した[90]。

- 大倉山店（港北区太尾町228[93]、1969年（昭和44年）6月25日開店[93]）
店舗面積約2,703m2[3]。

##### 横浜市・川崎市以外
- 深沢店（鎌倉市常盤18[8]、1978年（昭和53年）2月開店[81] - ?閉店）
店舗面積1,550m2[8]。

- 鶴間店[30] → D・サンコー鶴間店[31]（大和市西鶴間3-1-8[94]、1968年（昭和43年）8月23日開店[18]）
店舗面積約2,842m2[94]。

### 東京都
- 久が原店（大田区久が原2-11-6[3][95]、1963年（昭和38年）5月18日開店[95]）
店舗面積約561m2[95] → 約486m2[3]。
当社の東京進出1号店として映画館を改装して出店した[41]。

- 新田店（大田区矢口1-19-1[6]、1970年（昭和45年）11月26日開店[83]）
店舗面積約2,128m2[83]。
建て替えて2012年（平成24年）10月23日にマルエツ（2代目）新田店が開店した[96]。

- 糀谷店 （大田区萩中1-7-1[3]、1969年（昭和44年）11月開店[81]）
店舗面積約2,901m2[3]。
2000年（平成12年）11月30日に新糀谷店（大田区萩中2-12-5）が開店した[97]。

- 真中店（世田谷区上馬3-17-10[98]、1979年（昭和54年）10月開店[81]）
店舗面積約1,719m2[81]。

- 中里店（世田谷区上馬2-26-20[99]、1979年（昭和54年）9月開店[81]）
店舗面積約1,554m2[81]。

### 埼玉県
- 南浦和店[10]（浦和市南浦和3-35-4[100]、1978年（昭和53年）9月開店[81]）
店舗面積1,165m2[101]。

## 出店を計画した店舗
- 馬絹店（高津区[102]）
- 柿生店（多摩区[102]）
1982年（昭和57年）3月にマルエツ柿生店として開店した[31]（店舗面積約3,800m2[31]）。

## 過去に存在した事業所
- 中山配送センター（1970年（昭和45年）4月1日開設[52]）
面積約2,012m2[52]